# 캔디 밀로
캔디 마일로(Candyce Anne Rose Milo, 영어 발음: /ˈmaɪloʊ/, 1961년 1월 9일 ~ )는 미국의 가수, 영화배우이다.
팜스프링스에서 태어났다.

## 출연 작품
- 빅 (2016년)
- 눈의 여왕2: 트롤의 마법거울 (2014년)
- 저스티스 리그: 더 플래쉬포인트 패러독스 (2013년)
- 쿵푸 마구 (2010년)
- 나야, 엘로이즈 (2006년)
- 앤트 불리 (2006년)
- 센과 치히로의 행방불명 (2001년)
- 천재 소년 지미 뉴트론 (2001년)
- 배트맨 비욘드: 더 무비 (1999년)
- 피블의 모험 4 (1999년)
- 라이온 킹 - 티몬과 품바 (1995년)
- 리퍼 맨 (1995년)
- 고양이 특공대 (1993년)
- 이젠 키스 안 사요 (1992년)
- 쿨 월드 (1992년)
- 마데라 의과 대학 (1985년)

### 텔레비전
- 파워퍼프 걸 - TV 시리즈 (1998년)
- 말괄량이 뱁스 - TV 시리즈 (1990년)
- 아톰 - 2003년 시리즈 (2003년)
- 낫츠 랜딩 (1979년)
- 우리 생애 나날들 (1965년)